# 鹽尻站
鹽尻車站（日语：／ Shiojiri eki */?）是位於日本長野縣鹽尻市大門，由東日本旅客鐵道（JR東日本）、東海旅客鐵道（JR東海）與日本貨物鐵道（JR貨物）共同使用的鐵路車站，其中客運部分是由JR東日本負責。跨兩家JR路線直通行駛的旅客列車會在此站交接司機員與車掌。

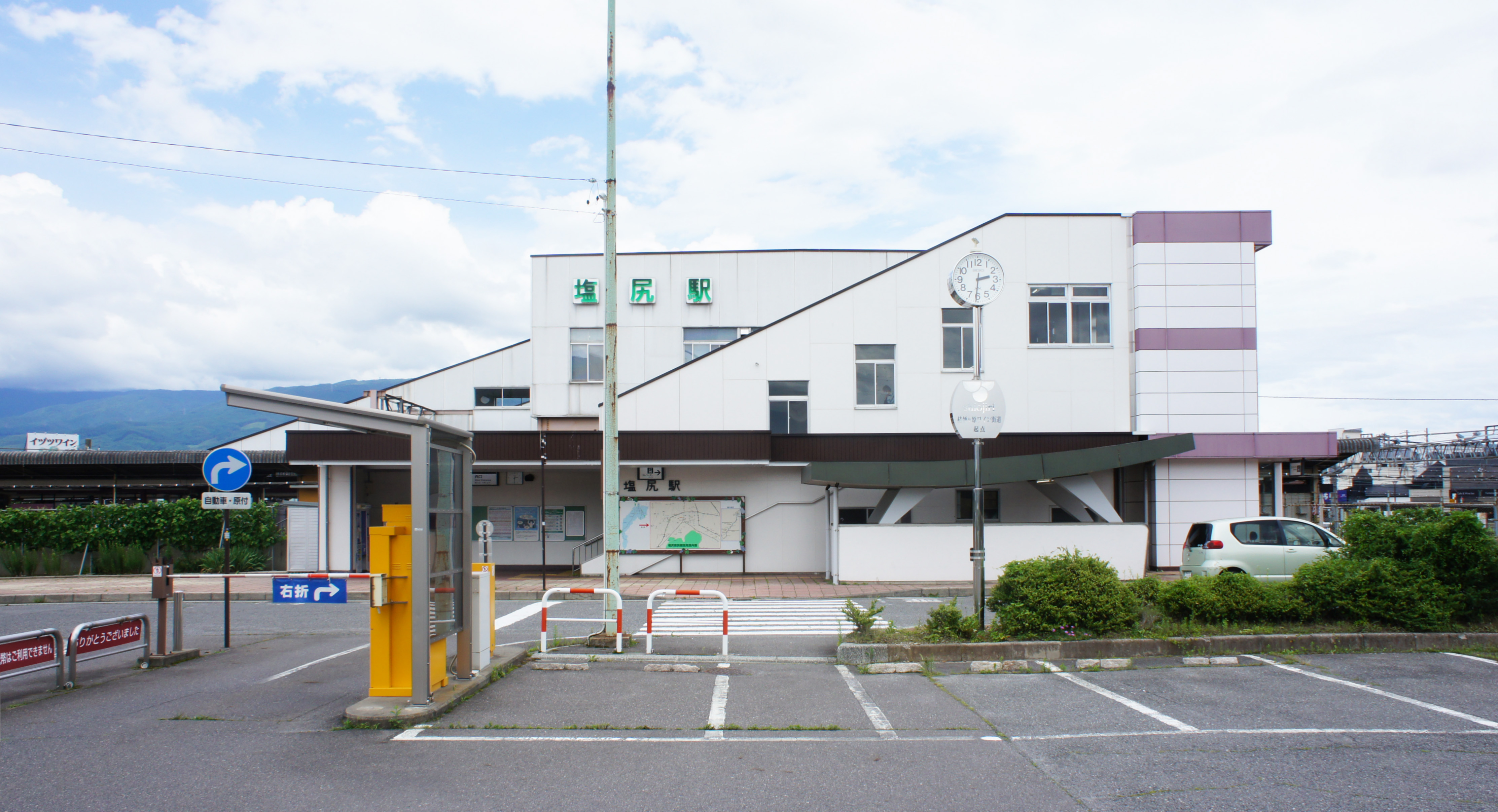
西口（2021年7月）

## 概要

鹽尻站附近路線圖

## 車站結構
本站為島式月台3面6線的地面車站，並設有跨站式站房。中央本線在本站以東的路段又稱為「中央東線」，包括截彎取直之前的舊線（辰野支線）由JR東日本管理。以西路段則稱「中央西線」，由JR東海負責管理。而篠之井線全線由JR東日本管理。

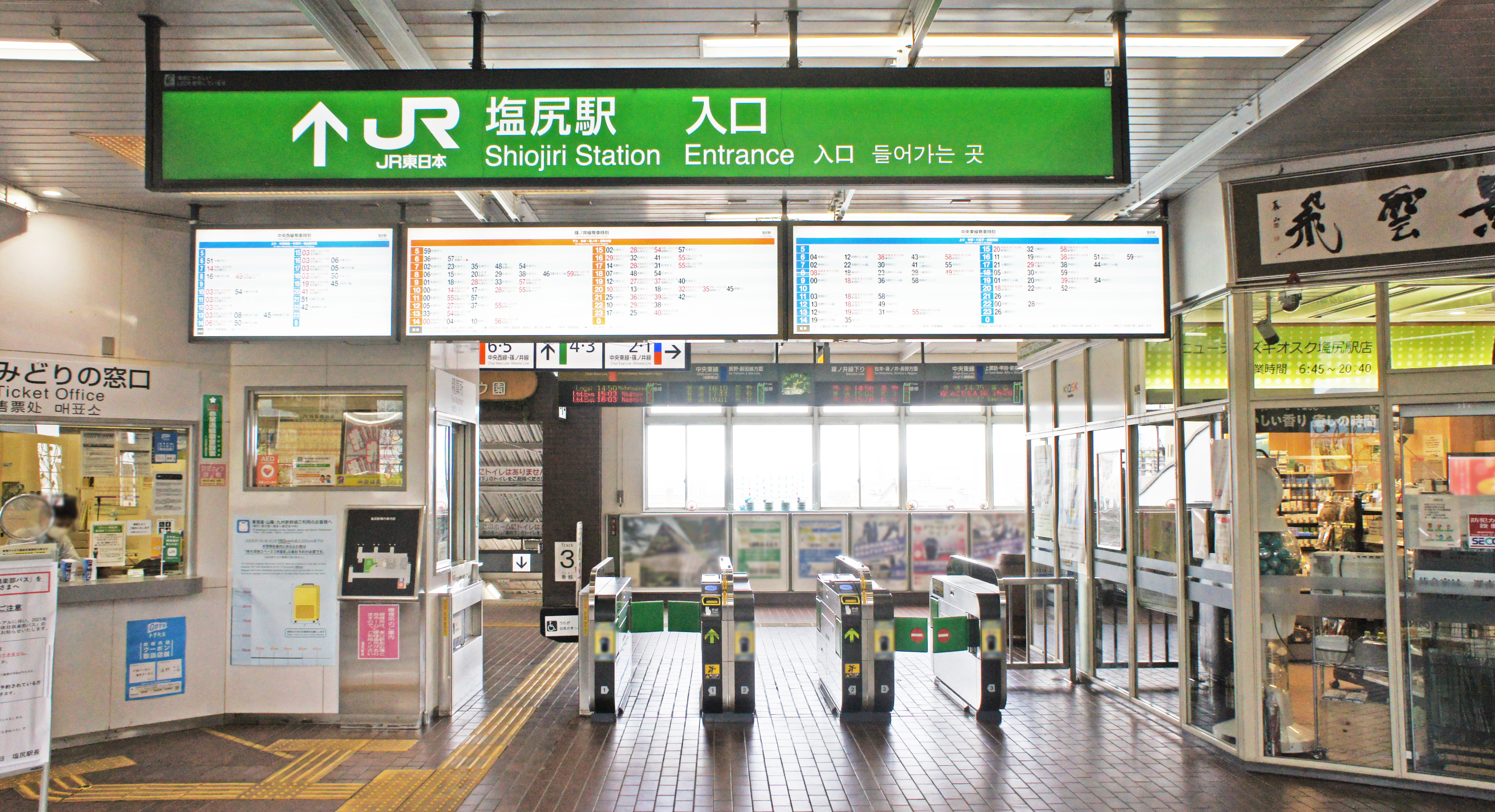
驗票口（2021年7月）
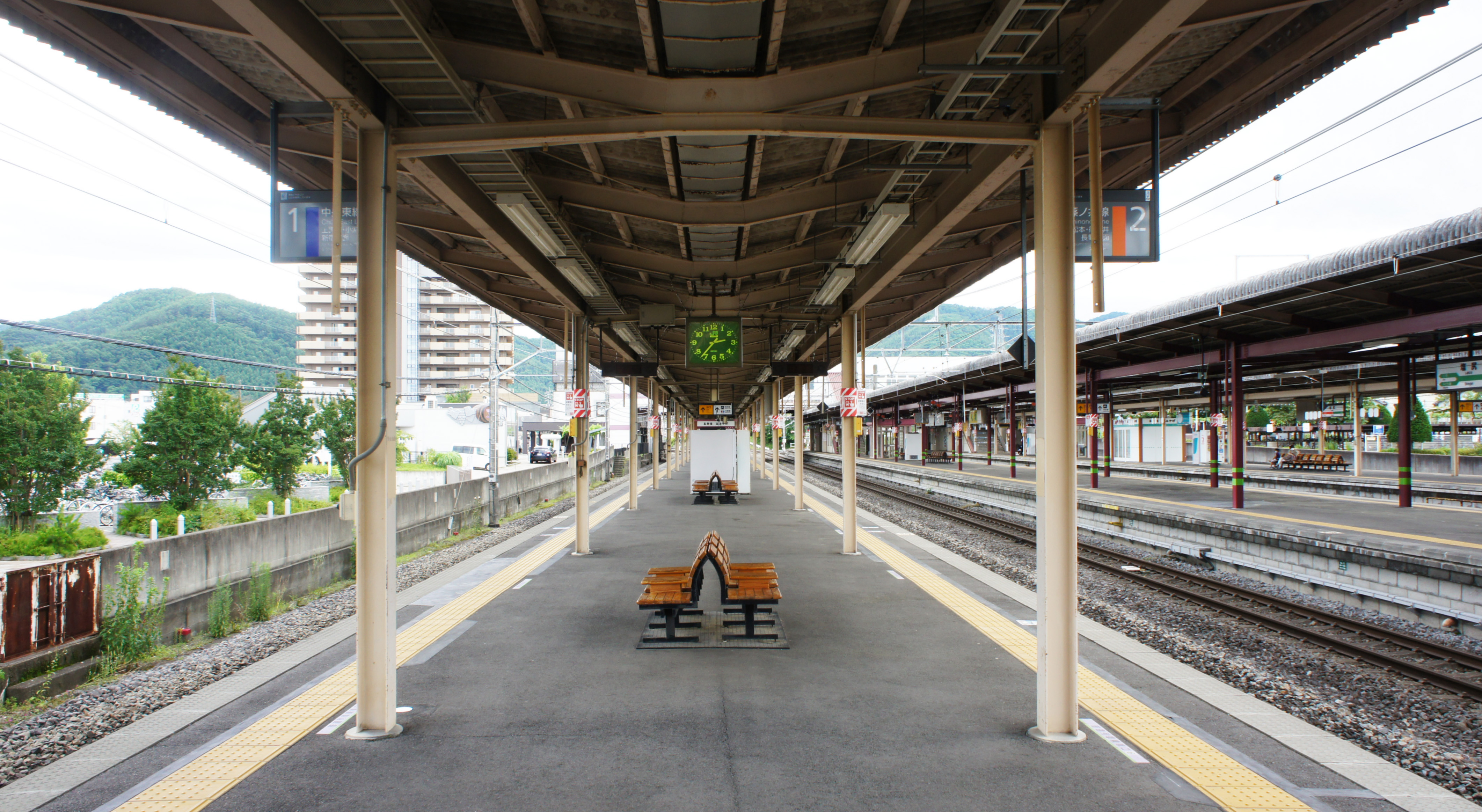
1號與2號月台（2021年7月）
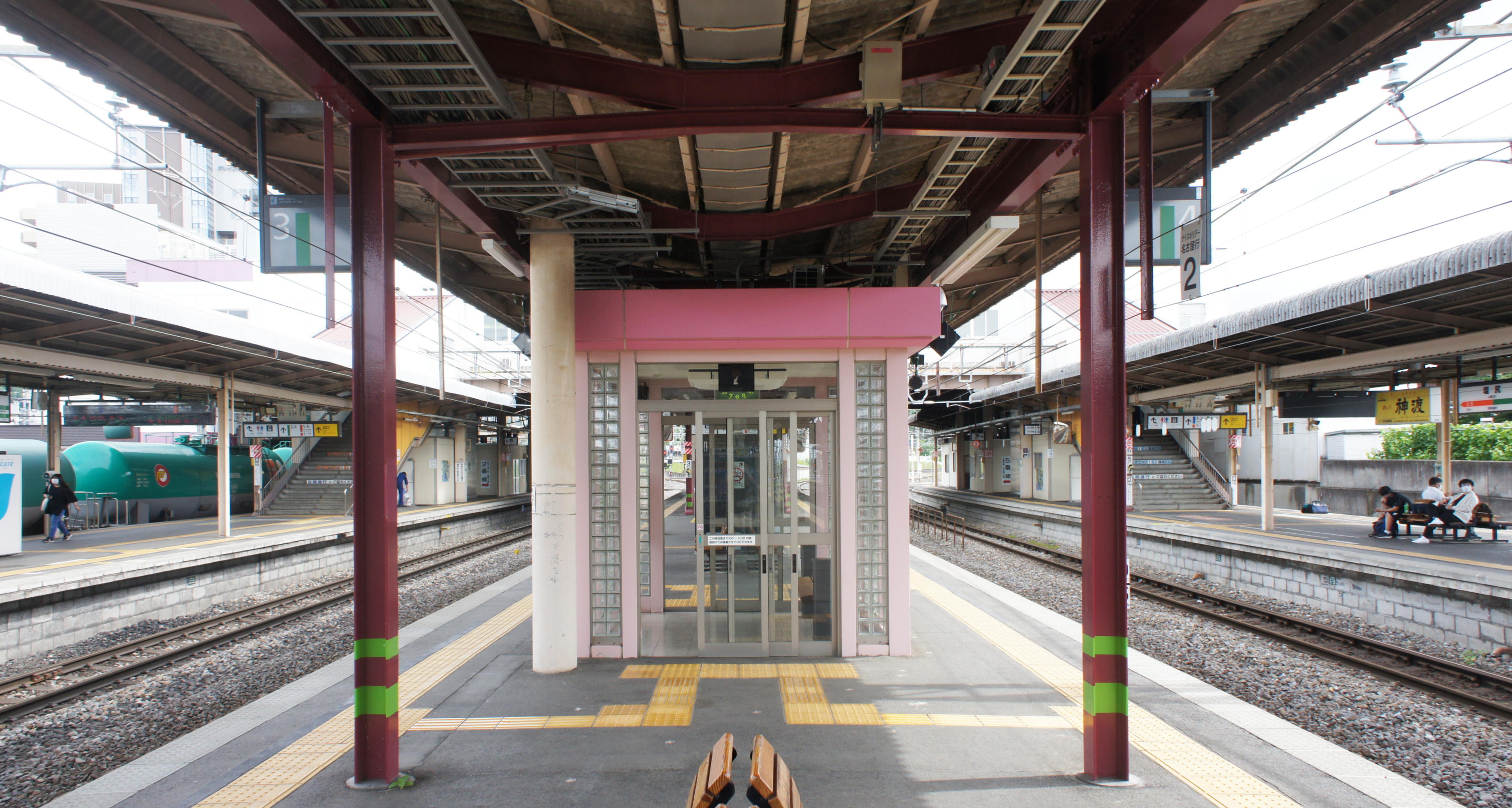
3號與4號月台（2021年7月）
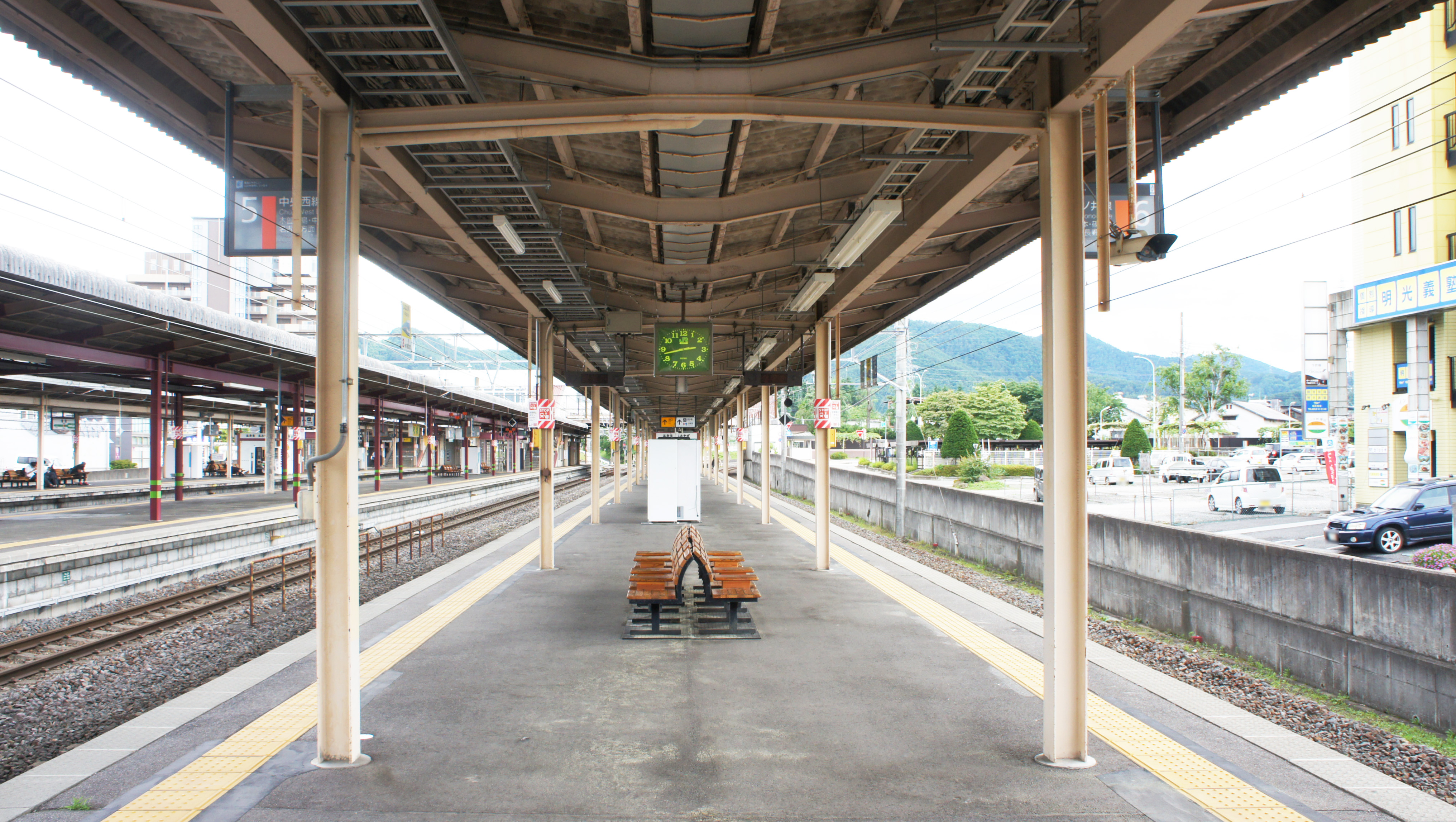
5號與6號月台（2021年7月）

### 月台配置
| 月台 | 路線                 | 目的地                       | 備註                     |
| ---- | -------------------- | ---------------------------- | ------------------------ |
| 1    | 中央東線（途經綠湖） | 上諏訪、甲府、新宿方向       |                          |
| 2    | 篠之井線             | 松本、篠之井、長野方向       | 中央東線方面開抵的列車   |
| 3    | 中央東線（途經小野） | 辰野、飯田線方向             | 部分列車於1、4號月台開出 |
| 3    | 中央東線（途經綠湖） | 上諏訪、甲府、新宿方向       | 部分列車                 |
| 3    | 篠之井線             | 松本、篠之井、長野方向       | 部分列車                 |
| 4    | 中央東線（途經綠湖） | 上諏訪、甲府、新宿方向       | 主要待避、始發列車       |
| 4    | 篠之井線             | 松本、篠之井、長野方向       | 主要待避、始發列車       |
| 4    | 中央西線             | 木曾福島、中津川、名古屋方向 | 主要待避、始發列車       |
| 5    | 中央西線             | 木曾福島、中津川、名古屋方向 |                          |
| 6    | 篠之井線             | 松本、篠之井、長野方向       | 中央西線方面開抵的列車   |

（來源：JR東日本：車站構內圖（页面存档备份，存于））

## 使用情況
根據JR東日本，2019年度（令和元年度）1日平均上車人次為4,351人。
近年的推移如下表。然而此統計不包括各線之間的轉乘客。
| 上車人次推移       | 上車人次推移     | 上車人次推移    |
| 年度               | 1日平均 上車人次 | 來源            |
| ------------------ | ---------------- | --------------- |
| 2000年（平成12年） | 3,943            | [ 利用客数 2 ]  |
| 2001年（平成13年） | 3,895            | [ 利用客数 3 ]  |
| 2002年（平成14年） | 3,888            | [ 利用客数 4 ]  |
| 2003年（平成15年） | 3,832            | [ 利用客数 5 ]  |
| 2004年（平成16年） | 3,758            | [ 利用客数 6 ]  |
| 2005年（平成17年） | 3,623            | [ 利用客数 7 ]  |
| 2006年（平成18年） | 3,663            | [ 利用客数 8 ]  |
| 2007年（平成19年） | 3,701            | [ 利用客数 9 ]  |
| 2008年（平成20年） | 3,679            | [ 利用客数 10 ] |
| 2009年（平成21年） | 3,604            | [ 利用客数 11 ] |
| 2010年（平成22年） | 3,699            | [ 利用客数 12 ] |
| 2011年（平成23年） | 3,775            | [ 利用客数 13 ] |
| 2012年（平成24年） | 3,883            | [ 利用客数 14 ] |
| 2013年（平成25年） | 3,944            | [ 利用客数 15 ] |
| 2014年（平成26年） | 3,785            | [ 利用客数 16 ] |
| 2015年（平成27年） | 3,981            | [ 利用客数 17 ] |
| 2016年（平成28年） | 4,097            | [ 利用客数 18 ] |
| 2017年（平成29年） | 4,215            | [ 利用客数 19 ] |
| 2018年（平成30年） | 4,297            | [ 利用客数 20 ] |
| 2019年（令和元年） | 4,351            | [ 利用客数 1 ]  |

## 相鄰車站
東日本旅客鐵道（JR東日本）
■中央本線（中央東線）、■篠之井線
- 特急「超級梓」部分停車站、特急「梓」「信濃」停車站、快速「早安Liner」始發站

□快速（包括「水篶」）、■普通
綠湖－鹽尻－廣丘
※左方向為中央東線、右方向為篠之井線的車站。
■中央本線（辰野支線）
小野－鹽尻
東海旅客鐵道（JR東海）
 中央本線（中央西線）
- 特急「信濃」停車站

■普通
洗馬－鹽尻－廣丘（東日本旅客鐵道 篠之井線）

### 使用情況
1. 1 2  . 東日本旅客鉄道.   [2020-07-10]. （原始内容存档于2020-07-10）.
2. ↑  . 東日本旅客鉄道.   [2019-03-29]. （原始内容存档于2019-03-28）.
3. ↑  . 東日本旅客鉄道.   [2019-03-29]. （原始内容存档于2019-03-28）.
4. ↑  . 東日本旅客鉄道.   [2019-03-29]. （原始内容存档于2019-03-28）.
5. ↑  . 東日本旅客鉄道.   [2019-03-29]. （原始内容存档于2019-03-28）.
6. ↑  . 東日本旅客鉄道.   [2019-03-29]. （原始内容存档于2019-03-28）.
7. ↑  . 東日本旅客鉄道.   [2019-03-29]. （原始内容存档于2019-03-28）.
8. ↑  . 東日本旅客鉄道.   [2019-03-29]. （原始内容存档于2019-03-28）.
9. ↑  . 東日本旅客鉄道.   [2019-03-29]. （原始内容存档于2019-03-28）.
10. ↑  . 東日本旅客鉄道.   [2019-03-29]. （原始内容存档于2019-03-28）.
11. ↑  . 東日本旅客鉄道.   [2019-03-29]. （原始内容存档于2019-03-28）.
12. ↑  . 東日本旅客鉄道.   [2019-03-29]. （原始内容存档于2019-03-28）.
13. ↑  . 東日本旅客鉄道.   [2019-03-29]. （原始内容存档于2019-03-28）.
14. ↑  . 東日本旅客鉄道.   [2019-03-29]. （原始内容存档于2019-03-28）.
15. ↑  . 東日本旅客鉄道.   [2019-03-29]. （原始内容存档于2019-03-28）.
16. ↑  . 東日本旅客鉄道.   [2019-03-29]. （原始内容存档于2019-03-28）.
17. ↑  . 東日本旅客鉄道.   [2019-03-29]. （原始内容存档于2019-03-23）.
18. ↑  . 東日本旅客鉄道.   [2019-03-29]. （原始内容存档于2019-03-28）.
19. ↑  . 東日本旅客鉄道.   [2019-03-29]. （原始内容存档于2019-03-21）.
20. ↑  . 東日本旅客鉄道.   [2019-07-10]. （原始内容存档于2020-05-14）.

## 外部連結
- 車站資訊（鹽尻）：東日本旅客鐵道
- 鹽尻站（页面存档备份，存于） - 東海旅客鐵道